# Johannes Christoph Guetknecht
Johannes Christoph Guetknecht OSB (* 1596 in Horb am Neckar; † 15. Januar 1645 in Metten) war ein deutscher Benediktiner und Abt von Kloster Metten.

## Biografie
Johannes Christoph Guetknecht trat 1614 in das Kloster Metten ein und legte hier 1615 die Profess ab. Anschließend studierte er Philosophie und Theologie am Lyceum der Jesuiten bei Sankt Paul in Regensburg und an der bayerischen Landesuniversität Ingolstadt. Nach der Priesterweihe 1621 übernahm er im Kloster Metten die Ämter des Direktors der Kleriker und des Priors. Als der Mettener Abt Johannes Nablas 1623 auch zum Abt des Klosters Sankt Emmeram in Regensburg gewählt wurde, wurde in Metten Prior Johannes Christoph Guetknecht Administrator und Vertreter des Abtes, der nun meist in Regensburg weilte. Beim Verzicht von Johannes Nablas auf das Amt des Abtes von Metten 1628 wurde Johannes Christoph Guetknecht hier zu seinem Nachfolger gewählt.
Bereits in der Zeit als Prior und Administrator war Johannes Christoph Guetknecht für die Ausführung des großen, von Abt Johannes Nablas in Auftrag gegebenen neuen Konventbaus in Metten betraut, dessen Ausstattung er in seiner Zeit als Abt fertigstellte (Einrichtung der Bibliothek). Er selbst gab den Neubau der Wirtschaftsgebäude des Klosters in Auftrag. Auf der Grundlage der Sanierungsarbeiten seines Vorgängers konnte Abt Johannes Christoph Guetknecht den Besitz des Klosters mehren.
Das Wirken von Abt Johannes Christoph fiel in die Zeit des Dreißigjährigen Krieges, die dem Kloster erhebliche finanzielle Belastungen abforderte. Erstmals mussten die Mettner Mönche 1633 vor den schwedischen Truppen aus dem Kloster fliehen. Der Abt selbst floh nach Österreich. Nach der Rückkehr der Mönche brach im Kloster die Pest aus. Nachdem man die Schäden der Plünderung behoben hatte, mussten die Mönche 1641 erneut vor den Schweden aus dem Kloster fliehen. Abt Johannes Christoph Guetknecht fand dieses Mal Zuflucht im benachbarten Kloster Aldersbach.
Die kluge Wirtschaftsführung und das Bemühen um die geistige Erneuerung des Klosterlebens in Metten, die von Johannes Nablas begonnen und von Johannes Christoph Guetknecht tatkräftig fortgeführt wurden, trugen dazu bei, dass das Kloster die Zeit des Dreißigjährigen Krieges gut überstehen und in der folgenden Barockzeit zu einer neuen kulturellen Blüte gelangen konnte.